# Rhipidocephala umbripennis
Rhipidocephala umbripennis är en tvåvingeart som först beskrevs av Friedrich Hermann Loew 1858.  Rhipidocephala umbripennis ingår i släktet Rhipidocephala och familjen rovflugor. Inga underarter finns listade i Catalogue of Life.